# ئی‌ام‌دی جی‌ام۱۰بی
ئی‌ام‌دی جی‌ام۱۰بی (انگلیسی: EMD GM10B) یک لوکوموتیو برقی ساخت شرکت الکترو-موتیو دیویژن است.
این لوکوموتیو که در اوت ۱۹۷۶ تولید شده دارای ۱۰۰۰۰ اسب بخار توان خروجی و ۱۷۸٬۹۰۰ کیلوگرم وزن بوده است.